# Ia Ora te Nuna'a
Ia Ora te Nuna'a, en tahitien, Vive le peuple, est un parti politique français actif en Polynésie française et d'orientation autonomiste, créé le 7 décembre 2022 et dirigé par Teva Rohfritsch.
Le sénateur Teva Rohfritsch, démissionnaire avec Nicole Bouteau du Tapura huiraatira, fondent leur parti, classé au centre, le parti est autonomiste et se concentre sur des thèmes comme la justice sociale, la décentralisation et l'écologie.

## Historique

### Démission du Tapura et création du parti
Le 14 septembre 2022, Teva Rohfritsch et Nicole Bouteau annoncent quitter le Tapura huiraatira, critiquant l'absence de remaniement à l'approche des élections territoriales de 2023 et leurs déceptions quant à la présidence d'Édouard Fritch,.
Une semaine après l'annonce de la démission, les deux anciennes figures du Tapura annonce envisager la création d'un parti politique.
Après plusieurs mois sans actualité, le parti Ia Ora te Nuna'a est créé et annoncé le 7 décembre 2022, avec notamment Teva Rohfritsch à la présidence du parti, Nicole Bouteau comme vice-présidente, et quatre autres vice-présidents comme Teura Tarahu-Atuahiva, Marcel Tuihani, Léo Marais, Jason Vii.
Lors de la création du parti, ce dernier revendique une idéologie autonomiste, de dépasser les clivages traditionnels, c'est-à-dire situé au centre, et de se concentrer sur des thématiques comme la justice sociale, la décentralisation et l'écologie.
En janvier 2023, seulement un mois après la création du parti, le vice-président Marcel Tuihani démissionne du parti et de sa fonction interne. Selon l'ancien président de l'Assemblée de la Polynésie française, le parti n'a pas encore une organisation et méthodologie suffisante pour se présenter aux élections territoriales d'avril 2023.

### Élections territoriales de 2023
Le 22 mars 2023, le parti Ia Ora te Nuna'a annonce la composition de sa liste par sections pour les élections territoriales d'avril 2023. Le nouveau parti souhaite se concentrer sur la présentation de nouveaux candidats jeunes et issus de la société civile,,, ainsi que des préoccupations quotidiennes et de décentralisation, afin de répondre à l'« urgence sociale ».
Durant la campagne, par une volonté de justice sociale évoquée lors de la création du parti, ce dernier propose également un impôt sur les grandes fortunes, un « impôt solidaire » selon le candidat Jason Vii.
Le président et représentant Teva Rohfritsch est candidat à sa réélection dans sa section historique, la 3e section des îles du Vent. Tandis que les deux vice-présidentes Nicole Bouteau et Teura Tarahu-Atuahiva se présentent dans la 1re et 3e section des îles du Vent.

## Organisation

### Président
| Nom | Nom | Nom             | Mandat                                                                 |
| --- | --- | --------------- | ---------------------------------------------------------------------- |
|     |     | Teva Rohfritsch | Sénateur français Représentant à l'Assemblée de la Polynésie française |

### Vice-présidents
| Nom | Nom | Nom                                 | Mandat                                                |
| --- | --- | ----------------------------------- | ----------------------------------------------------- |
|     |     | Nicole Bouteau                      | Représentante à l'Assemblée de la Polynésie française |
|     |     | Teura Tarahu-Atuahiva               | Représentante à l'Assemblée de la Polynésie française |
|     |     | Frédéric Dafniet (alias Léo Marais) | Conseiller municipal d'Arue                           |
|     |     | Jason Vii                           |                                                       |

## Résultats électoraux

### Élections territoriales
| Année | 1er tour | 1er tour | 1er tour | 2d tour | 2d tour | 2d tour | Sièges | Gouvernement        |
| Année | Voix     | %        | Rang     | Voix    | %       | Rang    | Sièges | Gouvernement        |
| ----- | -------- | -------- | -------- | ------- | ------- | ------- | ------ | ------------------- |
| 2023  | 5 423    | 4,36     | 5e       | Éliminé | Éliminé | Éliminé | 0 / 57 | Extra-parlementaire |